# Rudilemboides naglei
Rudilemboides naglei är en kräftdjursart som beskrevs av Edward Lloyd Bousfield 1973. Rudilemboides naglei ingår i släktet Rudilemboides och familjen Aoridae. Inga underarter finns listade i Catalogue of Life.